# Иоанн (византийский мятежник; VI век)
Иоанн (ср.-греч. Ἰωάννης), также известный как Иоанн Тиран и Стотца Младший (лат. Stutias Iunior) — лидер восстания против Восточной Римской империи в Африке в 545—546 годах. Судя по имени был выходцем из империи.
После поражения Стотцы Иоанн был избран главой объединённой армией из мавров и восставших солдат восточноримской армии, и поддержал попытку вандалов восстановить власть дукса Нумидии Гунтарита, который весной 546 года захватил преторианскую префектуру Африку и убил наместника Аэробинда в Карфагене. Когда Гунтарит начал укреплять свой режим с помощью чисток и массовых казней, стратегу Артабану удалось убить Гунтарита через пять недель после начала восстания. Иоанн, укрывшийся в церкви, был арестован Артабаном и отправлен в цепях в Константинополь, где, как говорят, был распят.